# بيل باين
بيل باين (بالإنجليزية: Bill Bayne) هو لاعب كرة قاعدة أمريكي، ولد في 18 أبريل 1899 في بيتسبرغ في الولايات المتحدة، وتوفي في 22 مايو 1981 في سانت لويس في الولايات المتحدة.

## وصلات خارجية
- بيل باين على موقعبيزبول رفرنس.كوم (الدوري الرئيسي) (الإنجليزية)
- بيل باين على موقعبيزبول رفرنس.كوم (الدوري الثانوي) (الإنجليزية)
- بيل باين على موقع جمعية أبحاث البيسبول الأمريكية (الإنجليزية)
- بيل باين على موقع مشجعي الرسوم البيانية (الإنجليزية)